# 平龙认
《平龙认》是普魯士东方学家朱利斯·克拉普罗特（H.J. Klaproth）在1807年发表的学术论文中提到的一部中国唐代堪舆学著作，克拉普罗特在他的论文中展示了平龙认三个汉字并摘录和翻译了该书的一些章节。除了克拉普罗特的论文之外，没有任何关于这部书的记载和实物传世。有学者认为，《平龙认》中提到的“阴气”是世界上最早的关于氧气的观测记录；也有学者如李約瑟认为《平龙认》是一部杜撰的伪书。

## 背景
在论文中克拉普罗特声称，他是1802年在一个法国朋友波尔南（Bournon）家中见到《平龙认》抄本的，抄本共68页。1807年克拉普罗特在俄国聖彼得堡科学院学术研讨会上宣读了论文《第八世纪时中国人的化学知识》，论文中引用了大量平龙认的内容，以证实中国人在八世纪就曾经对氧气的一些性质作出记录。这篇论文后来发表在1810年的《彼得堡科学院院刊》上，文中展示了抄本中三个汉字“平龙认”并用法语翻译了书中第三章的部分内容。论文指出平龙认的作者名叫Maó-hhóa并未标示相应的中文，有人译做马和、毛华、孟诘等。论文称该书著于至德元年三月。1937年黄素封和俞人骏翻譯韋氏（Mary Elvira Weeks）《化学元素发现史》時，附录了克氏原文和译文。

## 内容
《平龙认》書名字面上的意思是“認識平原上的龍”，可能是借用堪舆术士的“山龙易寻，平龙难认”之語。《平龙认》全書久佚，今日僅能從克拉普罗特的论文了解《平龙认》的内容。该书的第三章记载了阴气和阳气。书中说，从地面到云端的空间中充实着含真气（音译），含真气由阴气和阳气两种成分组成，有很多方法可以将阴气逼出来，加热青石、硝石等可以将其中所含有的阴气提取出来。可燃物是原质可与含真气中的阳气结合，将阴气富集。水中也有阴气和阳气，但是水中的阴气阳气紧密地结合在一起很难分离。

## 对平龙认的研究与質疑
化学界对克拉普罗特的论文多持肯定态度，法国无机化学家莫瓦桑在《无机化学大全》中引用了平龙认的内容，并认为是人类最早的对氧气性质的观察和记载。
汉学界则普遍对克拉普罗特的论文持有一定的怀疑态度。1926年意大利人莫齐奥利（Muccioli）的論文指出，阴与阳是中国传统哲学中常见的概念，而“气”在中国哲学中并非现代科学所认识的气体，而是一种外化的精神，《平龙认》对阴气和阳气的记载仅仅是中国传统哲学影响下的臆想，制备和观察氧气的性质、分解水等实验在8世纪是不可能完成的。
学者孟乃昌表示，由於安史之乱的影响，中国历史上的至德元载仅有七月到十二月，同年的前六个月是唐玄宗的天宝十五载，克拉普罗特论文中所称的至德元载三月是不存在的。另外，學者袁翰青遍查道教典籍的《道藏》中既没有关于《平龙认》的记载，也没有发音类似Maó-hhóa的人的记载。学者李約瑟以為《平龙认》是一部后人伪造的著作。
然而，由於安史之亂導致年號錯置，也是有可能的情況。若《平龙认》的作者長期隱居，沒有注意到年號的年月對照，甚至是誤寫年號，亦在情理之中。
值得一提的是，陈后主也曾於583到586年使用至德年号。但由於《平龙认》原書已亡佚，因此無法得知其確切的成書年代，甚至是否真有此一書。